# 劉俊秀 (1952年)
劉俊秀（1952年8月24日—），出生於台灣臺北縣土城市（今新北市土城區），台灣土木工程學者，主要的研究領域是結構動力學和地震工程，現任國立交通大學土木工程學系教授，曾任該系的系主任。在2009年年底舉行的台灣地方公職人員選舉中，他同時是民主進步黨所提名的新竹市市長候選人。

## 學術簡歷
劉俊秀是成功大學土木系學士、國立台灣大學土木研究所碩士、美國加州大學柏克萊分校土木工程博士，博士論文題目為張力腿平台對垂直地震作用的反應（Response of Tension-leg Platforms to Vertical Seismic Excitations）（見Liou 1985），這篇論文的主要研究目的，是想要建立一個分析模型來計算張力腿平台（tension-leg platform）在遇到垂直地震作用（vertical earthquake excitation）時的可能反應。
在柏克萊擔任了一段時間的助理研究工程師以後，劉俊秀就開始任教於新竹的國立交通大學土木工程學系，同時也於1998年至2000年之間擔任該系第九任系主任的工作。

## 社會運動及政治參與

### 決定加入民進黨
在專業生涯之外，劉俊秀也一直對社會和政治運動十分關心。
1990年12月9日，主張「政治民主」、「學術自由」、「社會正義」、「文化提昇」、以及「環境保護」的「台灣教授協會」在台北宣布成立，劉俊秀不但是創會會員，同時也當選為該會的執行委員會委員（台灣教授協會 2009）。
1991年，法務部調查局偵辦之「獨台會案」發生，調查局幹員在未通知校方的情況下，於5月9日凌晨直接闖入清華大學的研究生宿舍逮捕了當時就讀於該校歷史研究所碩士班的廖偉程，同日又逮捕了畢業於台灣大學社會學研究所的陳正然、民主進步黨籍的社會運動參與者王秀惠、以及傳道士林銀福等三人（維基百科 2008）。調查局的這個舉措引發全台各大學校園的震動，各個學運團體開始進行跨校串聯的工作。
5月12日，某些學生循野百合學運模式，開始在他們口中的「中正廟」展開靜坐，同時也有數十名教授到場聲援。不過，下午五時，警方受命強制趨散，並毆打包括陳師孟、劉俊秀在內的二十多名教授。晚上，國民黨再出動鎮暴警察以棍棒毆打教授學生（莊佩玲 1991）。
5月15日，清大「廖偉程後援會」師生三百人及「全國學生運動聯盟」學生七、八百人，突然採取行動進佔台北市火車站，將抗爭行動推到高潮。同日，交大發生「張宗岱事件」，調查局新竹市調查站幹員戴邦森冒充是清大歷史所的學生，參加交大台灣研究社的活動，企圖蒐集相關情報資料（林家琛 1991）。劉俊秀和該校幾位師生當場揭發該幹員的行徑，並找來教官與校警將該調查員邀請至相關辦公室，欲做進一步詢問。但處理過程中，該調查員以如廁為藉口，利用抽水馬桶銷毀相關證件，引起學生高度不滿（國立交通大學資訊工程學系 nd）。
5月20日，超過四萬民眾參加了「知識界反政治迫害聯盟」舉辦的大遊行。隔日，立法院終於廢除了《懲治叛亂條例》；5月24日，立法院又通過廢除《檢肅匪諜條例》，整個事件才算暫時告一段落（邱國禎 1998）。
在這樣的氣氛下，劉俊秀與台大的張忠棟、陳師孟、張清溪等六位教授，決定在1991年8月12日集體加入民主進步黨（台北訊 1991），希望他們能夠「化解民進黨內不同派系的糾結」（陳家傑 1991）。劉俊秀與新潮流系成員（尤其是盧修一）維持友好關係，但是並非新潮流系成員；其實1980年代末到1990年代初，幾乎所有台灣教授協會成員都與新潮流系維持友好關係、互相奧援。
劉俊秀同時也積極透過台灣環境保護聯盟的網絡，推動「救水源反高爾夫球場運動」，並擔任《新竹風》雜誌社副社長的工作。

### 國民大會代表及其他
1996年，劉俊秀以「學者專家」的身份在新潮流系黨員票支持下，當選為民進黨在第三屆國民大會中的「全國不分區代表」，將國代薪資捐繳新潮流系在省政與新竹的外圍團體、開拓文教基金會以及新竹風雜誌社等。
1999年，台灣九二一地震發生的第二天，劉俊秀就應台中地檢署的請求，義務到災區勘查倒塌建物，而目睹了許多「台灣建築怪現象」。他認為，九二一地震災害是「天災和人禍各半」，而這次大地震是「照妖鏡」，希望「該負責的人要負責」、好好檢討制度面缺失（陳千惠 1999）。
2000年，劉俊秀與清大江永進教授等人在《聯合報》的「民意論壇」上發表了給弱勢母語有台灣特色的「通用拼音」這篇文章，呼籲當局應該在顧慮國際化的同時，也應該要兼顧本土化語言的需要，以「通用拼音」當作台灣中文譯音的標準（江永進等 2000）。
2001年，劉俊秀擔任「新竹市非核家園行動聯盟」的召集人（黎慧琳 2001），然後又任「永續發展聯盟」召集人的工作（黃宏璣 2004），持續他過去的環保關懷。
2005年，劉俊秀爭取民進黨新竹市市長選舉未果，在黨內初選中敗給了擔任新竹三屆市議員的鄭貴元（潘國正 2005；毛熾倫 2005）。
2009年4月23日，民進黨中執會通過徵召劉俊秀參選2009年年底的新竹市長選戰。劉俊秀表示，他會跳脫藍、綠思維，以具體的政見與理念，爭取選民認同（李青霖 2009）。
2014年8月19日，劉俊秀與交大統計研究所教授陳鄰安、交大電機系教授蘇育德、新竹教育大學退休教授范文芳、清大材料工程系退休教授吳信田合開記者會公布21名學者連署聲明抨擊，民進黨辦理新竹市市長初選，無視已表態參選的前新竹市市長蔡仁堅的意願，提名起初無意參選的新竹市黨部主任委員林智堅參選新竹市市長，不依黨內初選規則走，有黑箱作業之嫌，無法讓人信服。同日，民進黨新竹市黨部發表聲明駁斥，劉俊秀等人的指控不符事實（徐養齡 2014）。

## 劉俊秀重要學術著作

### 英文部份
Liou, Gin-show. 1985. Response of Tension-leg Platforms to Vertical Seismic Excitations. Ph.D. diss., University of California, Berkeley。
Liou, Gin-show, Joseph Penzien, and Ronald W. Yeung. 1988. Response of Tension-leg Platforms to Vertical Seismic Excitations. Earthquake Engineering and Structural Dynamics 16, no. 2: 157-82.
Liou, Gin-show. 1989. Analytic Solutions for Soil-structure Interaction in Layered Media. Earthquake Engineering and Structural Dynamics 18, no. 5: 667-86.
Liou, Gin-show. 1991. Vibration of Surface Foundations of Arbitrary Shapes. Earthquake Engineering and Structural Dynamics 20, no. 12: 1115-25.
Liou, Gin-show, George C. Lee, and Robert L. Ketter. 1991. Analytic Solution for Dynamic Loading on Half-Space Medium. Journal of Engineering Mechanics 117, no. 7: 1485-94.
Liou, Gin-show. 1994. Dynamic Stiffness Matrices for Two Circular Foundations. Earthquake Engineering and Structural Dynamics 23, no. 2: 193-210.
Liou, Gin-show, and Pao-han Huang. 1994. Effect of Flexibility on Impedance Functions for Circular Foundation. Journal of Engineering Mechanics 120, no. 7: 1429-46.
Liou, Gin-show. 1996. Effects of Slab Flexibility of Interaction between Two Circular Foundations. Earthquake Engineering and Structural Dynamics 25, no. 6: 561-83.
Liou, Gin-show, and S. C. Lai. 1996. Structural Analysis Model for Mat Foundations. Journal of Structural Engineering 122, no. 9: 1114-17.
Wang, C. C., H. C. Wang, and G. S. Liou. 1996. Two-dimensional Elastodynamic Transient Analysis by QL Time-domain Ben Formulation. International Journal for Numerical Methods in Engineering 39, no. 6: 951-85.
Liou, Gin-show. 2009. Vibrations Induced by Harmonic Loadings Applied at Circular Rigid Plate on Half-space Medium. Journal of Sound and Vibration 323, no. 1-2: 257-69.
Liou, Gin-show, and I. L. Chung. 2009. Impedance Matrices for Circular Foundation Embedded in Layered Medium. Soil Dynamics and Earthquake Engineering 29, no. 4: 677-92.

### 中文部份
劉俊秀、蔡水進，2001，平面結構帶狀桁架之最佳配置位置分析。結構工程 16，no. 1：83-97。
鄭復平、邱奕峰、劉俊秀，2001，九二一地震建築物破壞模式之探討：以三棟建築物為例。結構工程 16，no. 2：15-30。
劉俊秀等，2005，工程計畫剩餘款使用之探討。營建管理季刊，no. 62：37-45。
蔡英宏等，2005，國家奈米元件實驗室之微動量測與分析。結構工程 20，no. 3：73-97。
劉俊秀、張柏濤，2006，房屋結構非線性歷時分析之簡化及比較。結構工程 21，no. 4：35-50。